# Corticarina kabakovi
Corticarina kabakovi es una especie de coleóptero de la familia Latridiidae.

## Distribución geográfica
Habita en Rusia.